# إيثان هاميلتون
إيثان هاميلتون (بالإنجليزية: Ethan Hamilton)‏ هو لاعب كرة قدم بريطاني في مركز الوسط، ولد في 18 أكتوبر 1998 في إدنبرة في المملكة المتحدة. لعب مع مانشستر يونايتد.